# Wilson Chimeli
Wilson Chimeli Rodriguez (Asunción, Paraguay; 13 de febrero de 1989) es un futbolista profesional paraguayo que juega como delantero y su equipo actual es Zakynthos FC

## Trayectoria
Comenzó su carrera en Olimpia de itá de su país en el año 2012, dónde convirtió 14 goles ascendiendo de la tercera división a la segunda división. Luego tuvo pasos por el club Deportivo Liberación de la segunda  división y River Plate de Asunción (Kelito) también de la segunda división de Paraguay. En 2018 es traspasado al club Real Pilar dónde destacaría en la Primera D y en la Copa Argentina. Ascendió con el monarca a la Primera C, dónde terminó goleador del campeonato 2019-2020. Es el máximo goleador histórico de la joven institución con 29 tantos.
En agosto de 2020 se confirma su paso a Deportivo Riestra, de la Primera Nacional.

## Clubes
| Club                    | País      | Año           | PJ | Goles |
| ----------------------- | --------- | ------------- | -- | ----- |
| Olimpia de Itá          | Paraguay  | 2012-2016     | ?  | 14    |
| Deportivo Liberación    | Paraguay  | 2017          | ?  | ?     |
| River Plate             | Paraguay  | 2018          | 15 | 5     |
| Real Pilar              | Argentina | 2018 - 2020   | 54 | 29    |
| Deportivo Riestra       | Argentina | 2020 - 2021   | 4  | 0     |
| Almirante Brown         | Argentina | 2021          | 17 | 5     |
| Zakynthos FC            | Grecia    | 2022          | 17 | 8     |
| Almirante Brown         | Argentina | 2023          | 5  | 1     |
| Talleres (RdE)          | Argentina | 2023          | 7  | 0     |
| Sarmiento (Resistencia) | Argentina | 2023          | 2  | 0     |
| Zakynthos FC            | Grecia    | 2023-Presente | 2  | 0     |

## Palmarés

### Ascensos
| Título              | Club       | País      | Año     |
| ------------------- | ---------- | --------- | ------- |
| Ascenso a Primera C | Real Pilar | Argentina | 2018-19 |

### Distinciones individuales
| Distinción                                         | Año     |
| -------------------------------------------------- | ------- |
| Parte del equipo ideal de la Copa Argentina        | 2018-19 |
| Máximo goleador de la Primera C (17 goles)         | 2019-20 |
| Máximo goleador histórico de Real Pilar (29 goles) | 2019    |